# Tower Life Building
Le Tower Life Building est un gratte-ciel de bureaux de 123 mètres de hauteur (hauteur du toit) construit à San Antonio au Texas en 1929 dans un style néo-gothique. Avec l'antenne (enlevée en 2010), la hauteur totale du bâtiment atteignait 165 mètres.
C'est le plus ancien gratte-ciel de la ville et l'un des plus anciens du Texas. À sa construction, c'était le plus haut immeuble de San Antonio et l'un des plus hauts du Texas. En 2024, c'est l'un des cinq plus hauts immeubles de San Antonio. Sa hauteur n'a été dépassée qu'en 1988 par le Marriott Rivercenter.
L'immeuble a été classé monument historique en 1991.